# Nimodypina
Nimodypina (łac. nimodipinum) – wielofunkcyjny organiczny związek chemiczny z grupy pirydyn, lek stosowany w profilaktyce i leczeniu następstw skurczu naczyń mózgowych, będącego powikłaniem krwotoku podpajęczynówkowego, o działaniu blokującym wolne kanały wapniowe. Jest związkiem chiralnym, produkt farmaceutyczny jest mieszaniną racemiczną obu enancjomerów.

## Mechanizm działania
Nimodypina jest antagonistą kanału wapniowego działającym na wolne kanały wapniowe, szczególnie w naczyniach mózgowia, którego maksymalny efekt następuje po 0,5–1 godzinie od podania.

## Zastosowanie
- profilaktyka i leczenie niedokrwiennych ubytków neurologicznych spowodowanych skurczem naczyń krwionośnych mózgu po krwotoku podpajęczynówkowym w następstwie pęknięcia tętniaka[5][6]
- leczenie choroby afektywnej dwubiegunowej z częstą zmianą faz[8]

W 2015 roku nimodypina była dopuszczona do obrotu w Polsce jako preparat prosty.

## Działania niepożądane
Nimodypina może powodować następujące działania niepożądane:
- ból głowy
- zaczerwienienie twarzy
- uderzenia gorąca
- ból brzucha
- nudności
- hipotensja
- tachykardia
- zaburzenia rytmu serca
- wzrost aktywności fosfatazy alkalicznej
- wzrost aktywności aminotransferazy alaninowej
- wzrost aktywności aminotransferazy asparaginianowej
- wzrost aktywności gamma-glutamylotranspeptydazy
- małopłytkowość